# Critère d'historicité
Un critère d'historicité ou critère d'authenticité est en exégèse biblique un élément qui permet d'évaluer l'authenticité d'une péricope ou d'un logion de la Bible, en particulier dans le Nouveau Testament. L'historiographie contemporaine en retient habituellement cinq, qui sont utilisés notamment depuis la deuxième quête du Jésus historique.

## Les critères principaux
Simon Claude Mimouni et Pierre Maraval répertorient les quatre critères usuels (la discontinuité historique, la continuité historique, l'attestation multiple et l'attestation cohérente), auxquels s'est ajouté l'embarras ecclésiastique,. 
Le rejet de Jésus par ses contemporains et son exécution forment un ultime critère, différent des précédents. Celui-ci ne porte pas sur l'authenticité de telle parole ou de tel acte de Jésus, mais sur ce qui dans ses actes et ses paroles peut expliquer sa crucifixion par les Romains. En effet, écrit John Paul Meier, « un Jésus qui ne s'aliénerait pas les gens par ses paroles et ses actes, et en particulier les puissants, n'est pas le Jésus historique ».
John Paul Meier conclut que, parmi les différents critères d'historicité, « cinq sont réellement valables (...) L'embarras, la discontinuité, l'attestation multiple des sources et des formes, la cohérence, le rejet et l'exécution de Jésus. (...) Seule l'utilisation simultanée et prudente de plusieurs critères, auxquels on permettra de se corriger mutuellement, peut aboutir à des résultats convaincants. (...) Comme l'ont fait remarquer plusieurs spécialistes qui se sont usés dans cette recherche, l'utilisation d'un critère valable relève davantage de l'art que de la science et demande de la sensibilité pour chaque cas particulier plutôt qu'une application mécanique. On ne dira jamais assez que cet art ne produit habituellement que des degrés de probabilité et non une absolue certitude. (...) Mais ces jugements de probabilité font partie de toute recherche sur l'histoire ancienne. »

## Les critères secondaires
Des critères supplémentaires peuvent être mentionnés, que John Paul Meier qualifie de « douteux » : celui des traces d'araméen (vocabulaire, syntaxe), celui de l'environnement palestinien (croyances, coutumes, procédures, conditions politiques, sociales, économiques), celui de la narration vivante (détails concrets qui ne jouent aucun rôle dans le récit), celui du développement de la tradition synoptique (qui permettrait notamment de remonter en amont de l'évangile selon Marc, qui est le plus ancien), et enfin celui de la présomption d'historicité. 
Les deux premiers sont regroupés dans le critère de crédibilité contextuelle (en), ou critère des sémitismes et du milieu palestinien. Son principe est que, si une tradition concernant Jésus ne correspond pas à l’environnement linguistique, culturel, historique et social de la Palestine juive araméenne du Ier siècle, elle n’est probablement pas authentique. Ce double critère est apparu d'abord dans les années 1920 chez Charles Fox Burney, puis chez Joachim Jeremias en 1947, dans la période entre la première et la deuxième quête du Jésus historique.
Des deux derniers critères (le développement de la tradition synoptique et la présomption d'historicité), Meier affirme qu'ils ne sont d'aucune utilité pratique.